# Horsfieldia sepikensis
Espèce
Statut de conservation UICN

 VU  : Vulnérable
Horsfieldia sepikensis est une espèce de plantes de la famille des Myristicacées.